# Lathraea
- Commons
- Wikispecies

Lathraea L. é um género botânico pertencente à família Orobanchaceae. Também chamada de Flor Dentadura.

## Espécies
| Lathraea amentacea                  |
| Lathraea anblatum                   |
| Lathraea arenaria                   |
| Lathraea chinfushanica              |
| Lathraea clandestina                |
| Lathraea japonica                   |
| Lathraea lavandulacea               |
| Lathraea miqueliana                 |
| Lathraea nakaharai                  |
| Lathraea phelipaea                  |
| Lathraea phelypaea                  |
| Lathraea phelypea                   |
| Lathraea purpurea                   |
| Lathraea quinquefida                |
| Lathraea rhodopea                   |
| Lathraea simplex                    |
| Lathraea squamaria                  |
| Lathraea squamaria subsp. squamaria |
| Lathraea squamaria subsp. tatrica   |
| Lathraea squameria var. bellardii   |
| Lathraea staminea                   |
| Lathraea strobilacea                |
| Lathraeocarpa acicularis            |
| Lathraeocarpa decaryi               |

- «Lista completa»

## Classificação do gênero
| Sistema | Classificação                        | Referência               |
| ------- | ------------------------------------ | ------------------------ |
| Linné   | Classe Didynamia, ordem Angiospermia | Species plantarum (1753) |